# Henry Slocum (generał)
Henry Warner Slocum (ur. 24 września 1827, zm. 14 kwietnia 1894) – generał Unii w czasie wojny secesyjnej, a po jej zakończeniu kongresmen ze stanu Nowy Jork. W czasie wojny był jednym z najmłodszych generałów i brał udział w licznych bitwach na wschodnim teatrze działań w Georgii oraz w Karolinie Północnej i Południowej. Kontrowersje narosły względem jego działań podczas bitwy pod Gettysburgiem, kiedy to został oskarżony o nieumiejętność podejmowania decyzji, co przydało mu uwłaczający przydomek „Slow Come”.

## Młodość
Slocum urodził się w Pompey w stanie Nowy Jork, a w zasadzie w przysiółku o nazwie Delphi. Uczęszczał do Seminarium Cazenovia, a po jego ukończeniu pracował jako nauczyciel. Został przyjęty do West Point w 1848 roku, gdzie wykazał się znacznymi postępami w nauce, osiągając siódmą promocję rocznika 1852; otrzymał stopień podporucznika i przydział do 1. regimentu artylerii 1 lipca 1852. Brał udział w wojnach z Seminolami na Florydzie. W roku 1854 poślubił Clarę Rice i został mianowany porucznikiem. 31 października 1856 odszedł z armii i osiadł w miejscowości Syracuse.
Znudzony służbą garnizonową Slocum zaczął studiować prawo, wciąż będąc oficerem US Army. Został przyjęty do izby adwokackiej w roku 1858 i zaczął praktykować w Syracuse. Pełnił funkcję skarbnika hrabstwa i został wybrany do legislatury stanowej Nowego Jorku w roku 1859. Jednocześnie pełnił obowiązki instruktora artylerii w milicji nowojorskiej w stopniu pułkownika.

## Wojna secesyjna
Gdy wybuchła wojna domowa, Slocum został mianowany pułkownikiem 27 Regimentu Piechoty Nowojorskiej. Dowodził nim (w dywizji generała-majora Davida Huntera w I bitwie nad Bull Run, gdzie jego oddział stracił 130 ludzi, a on sam został ranny w udo. W sierpniu 1861 roku otrzymał awans na generała-brygadiera formacji ochotniczych i dowodził brygadą 1 Dywizji I Korpusu podczas kampanii półwyspowej, a następnie 1 Dywizją VI Korpusu w trakcie trwania bitew siedmiodniowych.
25 lipca 1862 Slocum otrzymał awans na generała-majora formacji ochotniczych ze starszeństwem od 4 lipca, jako drugi najmłodszy oficer, który otrzymał ten stopień. Jako dowódca 1 Dywizji osłaniał odwrót kolumn Johna Pope’a po przegranej II bitwie nad Bull Run. Podczas bitwy pod South Mountain, nie zważając na nie mogącego podjąć decyzji gen. Williama B. Franklina, uderzył od tyłu na nieprzyjaciela na przełęczy i zmusił go do odwrotu. 20 października 1862 otrzymał dowództwo XII Korpusu po śmierci dotychczasowego dowódcy nad Antietam, w której to bitwie dywizja Slocuma stała w odwodzie. W grudniu dowodził korpusem w katastrofalnej dla Unii bitwie pod Fredericksburgiem i pod Chancellorsville, gdzie stał na czele 46 tysięcy żołnierzy prawego skrzydła. W jej trakcie Slocum dokonywał manewru oskrzydlającego siły gen. Roberta E. Lee, gdy nagle został powstrzymany rozkazem dowódcy Armii Potomaku gen. Josepha Hookera. Po bitwie otwarcie krytykował Hookera i był jednym z tych generałów, którzy doprowadzili do odebrania mu dowództwa.
Slocum uważany był za skromnego, bardzo ostrożnego i trzymającego się regulaminów oficera, który potrafił jednak wzbudzać zaufanie podkomendnych. Latem 1863, gdy Hooker został odwołany ze stanowiska dowódcy armii, Slocum – jako najwyższy stopniem – mógł liczyć na awans. Jednak w Waszyngtonie nikt nie traktował jego kandydatury poważnie, musiał więc zgodzić się na służbę pod rozkazami gen. Meade’a.

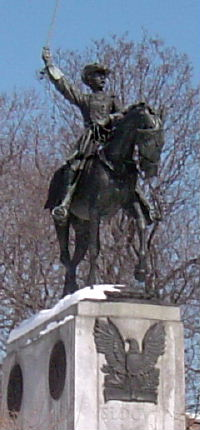
Konny pomnik Slocuma na Brooklynie

Po bitwie pod Gettysburgiem Slocum był krytykowany za zbyt wolny marsz jego korpusu w kierunku pola bitwy, za co otrzymał nawet szyderczy przydomek „Slow Come”. XII Korpus zatrzymał się przed południem 1 lipca w okolicy Two Taverns, około 8 km na południowy wschód od miejsca walk. Gdzieś pomiędzy godziną 13.30 a 14 otrzymał pilną depeszę od gen. Howarda wzywającego do przysłania posiłków pod Gettysburg. Slocum tłumaczył się później, że nic nie wiedział o rozpoczynającej się bitwie, być może z powodu bariery wzgórz, które tłumiły dźwięki. Jednak oficerowie z jego sztabu twierdzili, że już przed godziną 13 słyszeli kanonadę dział, narastającą palbę broni ręcznej, widzieli słup dymu nad wzgórzami, a nawet rozbłyski szrapneli.
Jeszcze trzech kurierów dotarło do kwatery Slocuma, nim ten zdecydował się wreszcie ruszyć. Jego dywizje, maszerując drogą Baltimore Pike, dotarły na pole bitwy około godziny 18. Od momentu przybycia przez sześć godzin Slocum dowodził armią, bowiem Meade pojawił się dopiero po północy. Gdy Meade kazał 2 lipca Slocumowi skierować cały XII Korpus do wzmocnienia obrony silnym uderzeniem gen. Longstreeta na lewe skrzydło unionistów, Slocum roztropnie zaproponował, by na strategicznie ważnej pozycji Culp’s Hill pozostawić przynajmniej jedną brygadę. Ta brygada, dowodzona przez gen. George’a Greene, zdołała odeprzeć zmasowany atak konfederatów i utrzymać pozycję.
W okresie późniejszym, gdy XI i XII korpusy miały zostać wysłane na obszar zachodniego teatru działań w Tennessee pod dowództwem Hookera, Slocum wysłał do prezydenta Lincolna dwa listy z prośbą o dymisję. Lincoln dymisji nie przyjął i zapewnił Slocuma, że nie będzie służył pod rozkazami Hookera. W rezultacie jedna dywizja korpusu, pod rozkazami Slocuma, została skierowana do strzeżenia linii kolejowej z Nashville do Chattanooga, a pozostałe dywizje dostały się Hookerowi. Latem roku 1864 Slocum był komendantem Vicksburga i dowódcą nowo sformowanego w Tennessee XVII Korpusu.
Podczas kampanii atlanckiej gen. William Tecumseh Sherman wybrał Slocuma na dowódcę nowego XX Korpusu sformowanego z resztek XI i XII Korpusu. Dawni żołnierze Slocuma owacyjnie powitali powrót swego dowódcy. Gdy 2 września 1864 roku Atlanta kapitulowała przed Shermanem, korpus Slocuma jako pierwszy wkroczył do miasta.
Gdy rozpoczęła się kampania Franklin-Nashville, Sherman zostawił Slocuma z 12 tysiącami żołnierzy w Atlancie, a sam ruszył w pościg za konfederackim generałem Johnem Bell Hoodem i jego armią. Później Sherman mianował Slocuma dowódcą nowo utworzonej Armii Georgii, która powstała z połączenia korpusów lewego skrzydła Marsza ku Morzu. Po dotarciu do Savannah, Slocum radził Shermanowi, by odciąć konfederacki korpus gen. Williama Hardee, który miał jeszcze możność wydostać się z okrążenia po nadmorskiej grobli na północ. Sherman nie skorzystał z porady i Hardee uciekł. Slocum musiał z nim walczyć ponownie pod Bentonville.
Generał Henry Warner Slocum odszedł z wojska 28 września 1865 roku.

## Postbellum

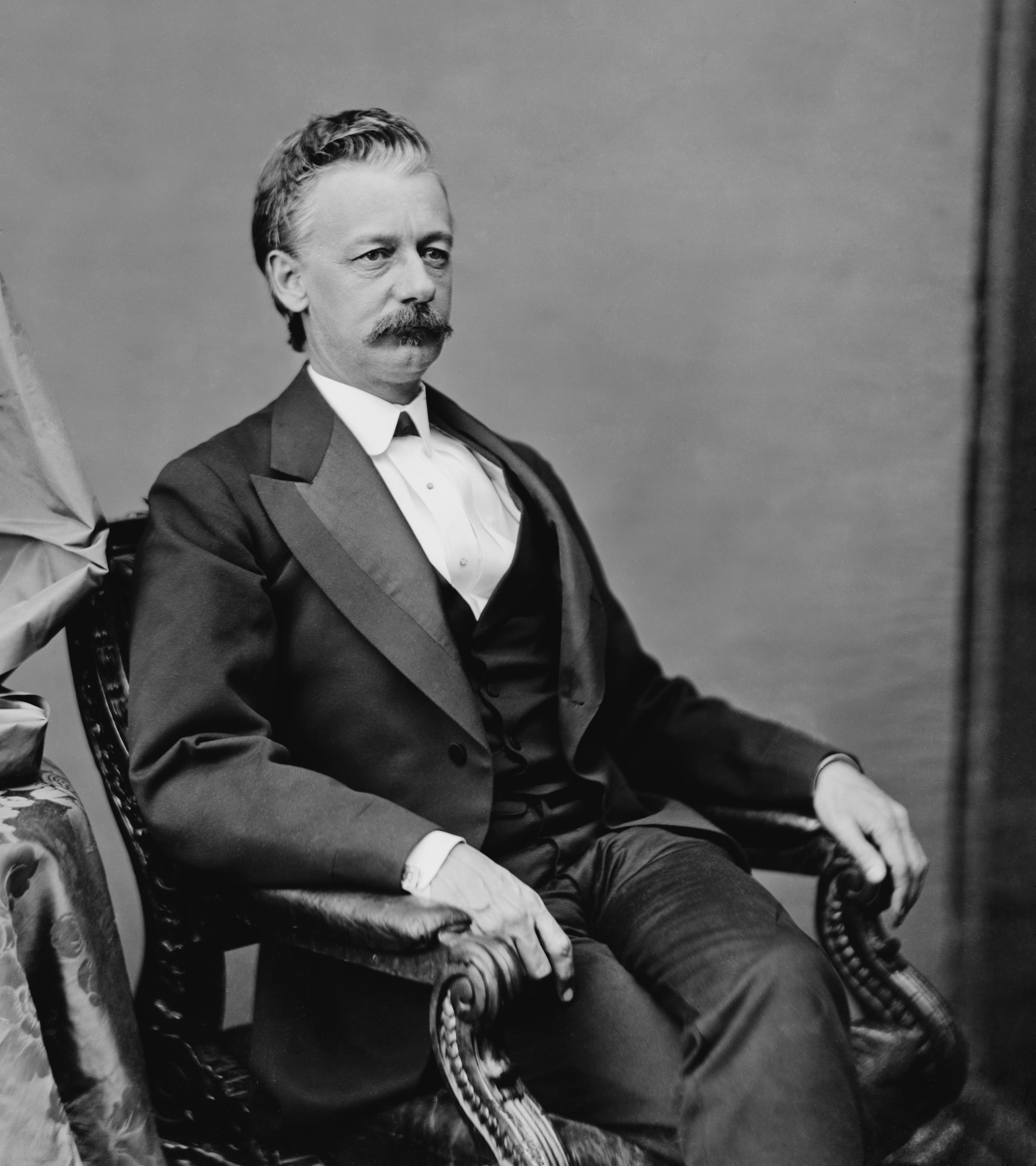
Polityk Henry Warner Slocum

Slocum w 1865 roku ubiegał się z ramienia Partii Demokratycznej o stanowisko sekretarza stanu w stanie Nowy Jork, ale przegrał z innym generałem z Gettysburga – Francisem C. Barlowem. Po rozpoczęciu kariery prawniczej i odrzuceniu oferty powrotu do armii w stopniu pułkownika został wybrany jako demokrata do Kongresu USA 41. i 42. kadencji (4 marca 1869 – 3 marca 1873). Slocum zabiegał w Kongresie o oczyszczenie z zarzutów gen. Fitz-Johna Portera, który został postawiony przed sądem polowym po II bitwie nad Bull Run. Nie ubiegał się o renominację w roku 1872.
Przez jakiś czas praktykował prawo w Syracuse, a w 1877 został dyrektorem departamentu robót miejskich w Brooklynie. Na tym stanowisku dobrze przysłużył się miastu, m.in. w sprawie budowy Mostu Brooklyńskiego. Nie udało mu się natomiast zapobiec wprowadzenia opłat za przejazd przez ten most. Ponownie wybrano go do Kongresu (kadencja 4 marca 1883 – 3 marca 1885).
Był ponadto prezesem rady nadzorczej nowojorskiego Domu Marynarza i Żołnierza oraz członkiem Komitetu Budowy Pomnika w Gettysburgu.
Henry Slocum zmarł w Brooklynie i został pochowany na Cmentarzu Green-Wood Cemetery, gdzie spoczywa również gen. Porter.
- Jego imieniem ochrzczono bocznokołowiec „PS General Slocum”, na którego pokładach w roku 1904 wybuchł nieopodal Brooklynu tragiczny w skutkach pożar.
- Fort Slocum strzegł wejścia do Zatoki Nowojorskiej (dezaktywowany w 1965 r.).
- Konny pomnik generała Slocuma stoi na Grand Army Plaza, w Brooklynie.